# Philipp Friedrich Gwinner

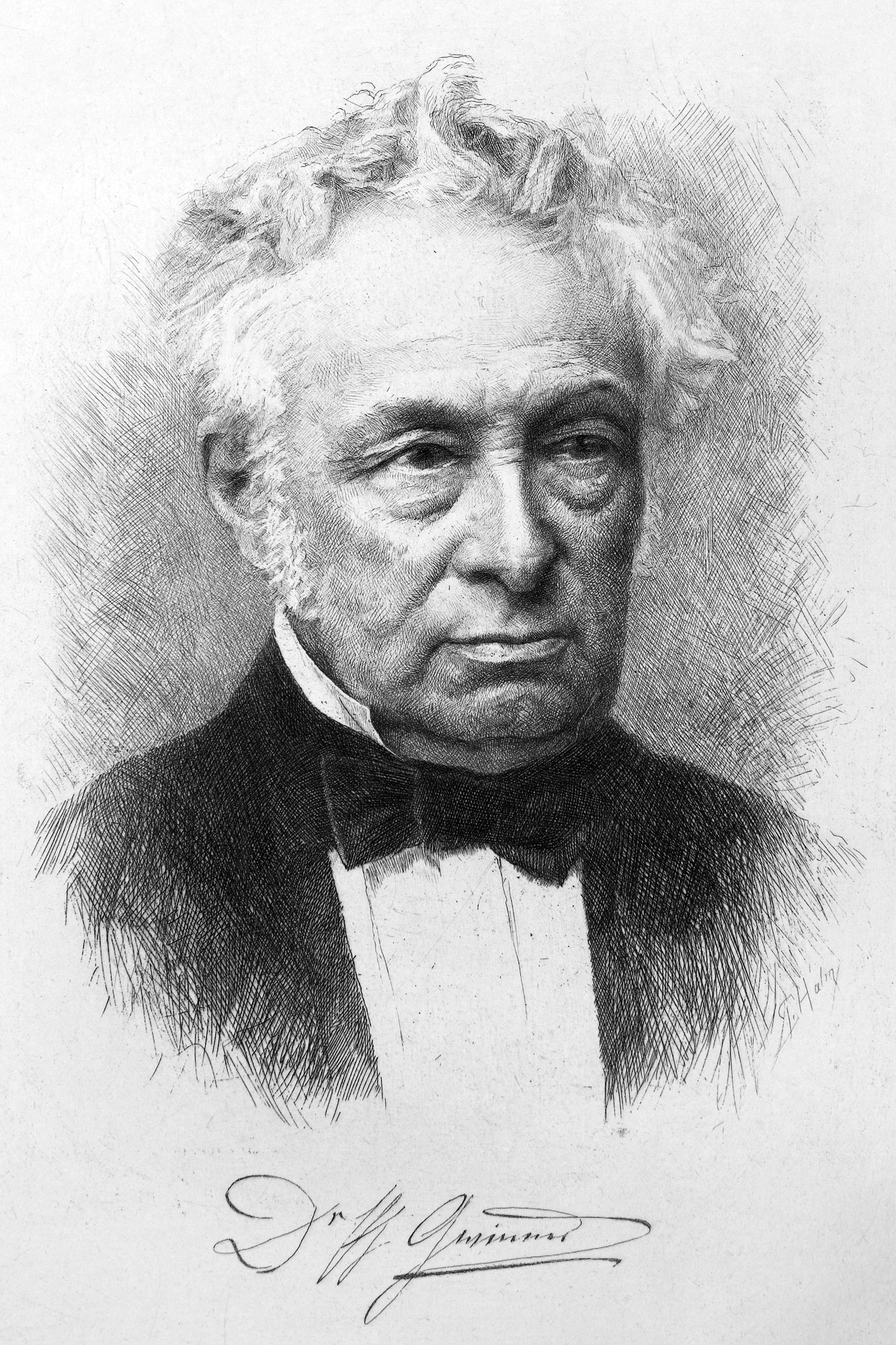
Philipp Friedrich Gwinner, Lithographie um 1860

Philipp Friedrich Gwinner (* 11. Januar 1796 in Frankfurt am Main; † 11. Dezember 1868 ebenda) war ein deutscher Jurist, Kunsthistoriker und einer der letzten Bürgermeister der Freien Stadt Frankfurt vor der preußischen Okkupation.

## Leben und Werk
Gwinner war das sechste und jüngste Kind von Johann Michael Gwinner (1751–1824) und Susanna Elisabeth geb. Hestermann (1760–1831). Sein Vater war ein gelernter Bäcker und stammte aus Württemberg. 1785 hatte er sich als Landwirt selbständig gemacht und den innerhalb der Frankfurter Landwehr gelegenen Gutleuthof mit 1.300 Morgen Ackerland und Wiesen gepachtet, wo 1796 auch sein Sohn Philipp zur Welt kam.
Gwinner besuchte von 1807 bis 1811 das Frankfurter Gymnasium und von 1811 bis 1813 das Gymnasium in Darmstadt. Nach der Befreiung Frankfurts nahm er von Dezember 1813 bis Mai 1814 als Kriegsfreiwilliger am Feldzug gegen Frankreich teil. Anschließend studierte er Jura in Berlin, Gießen und Jena. Gwinner war ab 1816 Mitglied der Christlich-teutschen Burschenschaft / Ehrenspiegelburschenschaft Gießen und wurde 1817 Mitglied der Urburschenschaft und nahm am 18. Oktober 1817 am Wartburgfest teil.
Nach seiner Promotion 1818 in Gießen ließ er sich als Advokat in seiner Vaterstadt nieder und erwarb 1819 das Frankfurter Bürgerrecht. Er ließ die von seinem Gießener Bundesbruder Friedrich Wilhelm Schulz aufgesetzte revolutionäre Flugschrift Frag- und Antwortbüchleins über allerlei, was im Deutschen Vaterland besonders not tut anonym drucken. Von der daraufhin einsetzenden Demagogenverfolgung blieb er jedoch unentdeckt und machte in der Folge Karriere in den politischen und juristischen Organen der Freien Stadt Frankfurt. 1823 wurde er Criminalrath (Untersuchungsrichter), 1826 Mitglied der Gesetzgebenden Versammlung, 1831 der Ständigen Bürgerrepräsentation, 1835 Senator, 1836 Mitglied des Stadtgerichtes, 1854 Schöffe des Appellationsgerichtes und 1862 Syndikus der Freien Stadt Frankfurt.
Seine Versuche, zum Bürgermeister gewählt zu werden, blieben dagegen zunächst erfolglos. Erst im zwölften Anlauf gelang ihm 1864 die Wahl zum Älteren Bürgermeister. Er war der letzte, der eine volle Amtszeit absolvieren konnte (1. Januar bis 31. Dezember 1865) und vertrat in der Drohnotenaffäre das Recht und die Freiheit Frankfurts gegen Preußen. Sein Nachfolger wurde Karl Konstanz Viktor Fellner, der mit der Besetzung der Stadt durch preußische Truppen am 18. Juli 1866 sein Amt verlor und sich wenige Tage darauf das Leben nahm.
Gwinner war Kunstliebhaber und veröffentlichte zahlreiche kleinere Aufsätze zur Kunstgeschichte, unter anderem im Archiv für Frankfurts Geschichte und Kunst. Sein bedeutendstes Werk war die 1862 erschienene Schrift Kunst und Künstler in Frankfurt am Main vom 13. Jahrhundert bis zur Eröffnung des Städel'schen Kunstinstituts. Nachdem Heinrich Sebastian Hüsgen 1780 mit seinen Nachrichten von Franckfurter Künstlern und Kunst-Sachen sowie dem Artistischen Magazin 1790 erstmals Versuche einer Frankfurter Kunstgeschichte unternommen hatte, war Gwinner mit seinem Werk erst der zweite Autor überhaupt, der dem Thema umfassende Forschungen widmete. Obgleich Gwinner Hüsgen in der Einleitung ausdrücklich für seinen Mut lobte, stellte er doch vieles richtig, was durch die Forschungen der vergangenen 80 Jahre überholt worden war.
Trotz des für die Frankfurter Kunstgeschichte maßgeblichen, 1935 erschienenen Frankfurter Künstler 1223–1700 von Walther Karl Zülch hat „der Gwinner“ auch heute kaum an Aktualität verloren. Er beinhaltet das von Zülch nicht abgehandelte 18. Jahrhundert und geht darüber hinaus bei einzelnen Künstlern, etwa dem Werk von Matthäus Merian, weit mehr in die Tiefe. Zudem dokumentierte Gwinner über Künstlerbiographien hinaus die Frankfurter Baudenkmäler und privaten Kunstsammlungen in der Mitte des 19. Jahrhunderts. Damit hielt er einen Zustand noch vor dem Bauboom der zweiten Hälfte des 19. Jahrhunderts fest, was dem Werk einen hohen dokumentarischen Stellenwert verleiht.
Er war Mitglied der Frankfurter Freimaurerloge „Sokrates zur Standhaftigkeit“.
Er starb nach kurzer Krankheit am 11. Dezember 1868 in Frankfurt am Main. Sein Grab befindet sich auf dem Frankfurter Hauptfriedhof. Sein Sohn war Wilhelm Gwinner, sein Enkel Arthur von Gwinner, eine Urenkelin Charlotte von Gwinner.
Nach Gwinner ist eine Straße im Frankfurter Stadtteil Seckbach benannt.

## Schriften
- Kunst und Künstler in Frankfurt am Main vom 13. Jahrhundert bis zur Eröffnung des Städel'schen Kunstinstituts. Joseph Baer, Frankfurt 1862 (Digitalisat), (Digitalisat).
  - dazu Zusätze und Berichtigungen. Joseph Baer, Frankfurt 1867 (Digitalisat).